# 30234 Dudzinski
30234 Dudzinski este o planetă minoră (asteroid), cu un diametru de 1,366 km, din centura de asteroizi. A fost descoperită pe 4 aprilie 2000 la Stația Anderson Mesa de Lowell Observatory Near-Earth-Object Search și a fost numită după Grzegorz Dudziński⁠(d). 
Obiectul prezintă o orbită caracterizată de o semiaxă mare de 1,9100649 UAi, o excentricitate de 0,08, o înclinație de 21,57147 ° în raport cu ecliptica.